# Выставочный фотопавильон «Эксперимент»
Выставочный фотопавильон «Эксперимент» — единственный на Юге России специализированный выставочный зал для фотографов, построенный в Ростове-на-Дону в ЦПКиО им. Горького. До 1986 года на месте фотосалона находилась парковая постройка питейного заведения. «Эксперимент» существовал с 1987 по 2010 год.
Выставочный зал был основан председателем фотоклуба «Дон» Борисом Быковым. Концепцию, проект реконструкции, название и фирменный стиль разработал Марк Болотов — фотограф, художник-оформитель, инженер.
Интерьер был выполнен в монохромной гамме. Единое пространство выставочного зала было разделено перегородками — симметрично от центра, с движением зрителей вдоль экспозиции по кругу. Это позволило значительно увеличить выставочные площади, зонировать зал, добавить объёмно-пространственных акцентов.
После реконструкции зал «Эксперимента» мог вместить до 100 фоторабот. Планировочное решение внутреннего пространства, и дизайн фасадов напоминали устройство фотокамеры — внутри и снаружи. Вдоль фасада тянулась лента, имитирующая фотоплёнку — в стеклянных витринах экспонировались огромные фотографии известных фотохудожников — «После операции» Р.Амбарцумяна, «Умирающий лебедь», Майя Плисецкая в Большом театре"" Евгения Умнова. Среди них были и авторства Болотова — «Настенька», «Пинг-понг» и «Лес».
Открытием «Эксперимента» 28 мая 1987 года стала семейная выставка «Мир детства» — фоторабот Марка Болотова и детских рисунков его сыновей — Константина, Антона и Михаила.
«Эксперимент» стал культурным центром фотосообщества: здесь регулярно проводились выставки и мероприятия, общались фотографы, проходили «сходки» по продаже и обмену фотоаппаратуры, материалов, литературы. «Эксперимент» находился в самом центре города, и стал важным прецедентом и культурным явлением для Ростова-на-Дону, и не только. В зале проходили выставки художников из Таганрога, Новочеркасска и Краснодара, проводились и выставки с международным участием.
С течением времени павильон был перестроен и частично занят коммерческими помещениями. В 2005 году было подписано постановление мэра Ростова-на-Дону «О предварительном согласовании места размещения подземной парковки с универсальными помещениями общественного назначения…».
Последней экспозицией перед закрытием «Эксперимента» стала персональная фотовыставка «Мир в цвете и без» фотохудожника С. П. Крюкова, посвящённая фестивалю свободного искусства «Пустые холмы» (июль-август 2010). Через две недели после выставки состоялся прощальный вечер при свечах.
В 2010 году здание было изъято администрацией города и снесено.
«Эксперимент» работал 23 года.
28 мая 2022 года — в день 35 летия открытия «Эксперимента» выставкой «Мир детства», состоялось открытие проекта «Эксперимент. Ремонт» — ретроспективной выставки фоторабот Марка Болотова, посвящённая его творчеству и в память о нём — одного из создателей «Эксперимента». Об Открытии салона и выставке «Мир детства» писала главная газета города «Вечерний Ростов».
Материалы о проекте «Эксперимент. Ремонт» опубликованы в журнале «Нация» в проекте «Гражданин Ростова» и журнале Эксперт-Юг

## Наиболее известные выставки
- 1987 — «Мир детства», Марк, Константин, Антон и Михаил Болотовы.
- 1989 — «Ростов уходящий», фотоклуб «Фотос» и Борис Панасюк.
- 1991 — «Василий Слепченко». Василий Слепченко.
- 2002 — «Виды городов мира с высоты 1 м. 75 см.». Михаил Басов, Наталья Басова.
- 2007 — «Городки», Павел Нестеренко, Игорь Ильницкий и Андрей Константинов.
- 2009 — «Бумажный вандализм 1999—2009». Сергей Сапожников.
- 2009 — «Перекрестья», Ростов-на-Дону, Анастасия Панасюк (Павлицкая).
- 2010 — «Мир в цвете и без». Сергей Крюков.

Областной XXVI-ой выставка-конкурс «Фотомодель Дона 2010», 25 лет проходивший в выставочном зале «Эксперимент», в 2010 году открылся в Донской государственной публичной библиотеке.

## Галерея
.